# Primera carta a Timoteu
La Primera carta a Timoteu és una carta del Nou Testament de la Bíblia que forma un grup homogeni amb la Segona carta a Timoteu i l'Epístola a Titus. El seu estil i vocabulari difereixen del dels altres escrits paulins pel que la majoria dels teòlegs consideren que no fou escrita per l'apòstol Pau.

## Contingut
La Primera carta o epístola a Timoteu té un estil ètic elevat, a partir del qual fa recomanacions pràctiques per la vida sana de l'Església i dels seus integrants. Expressa una preocupació per les discussions sense fi dels falsos doctors que s'aparten de la fe, "estan encegats per l'orgull i no saben res". La carta fonamentalment ensenya les pràctiques cristianes.
- En el capítol 1 esmenta a Himeneu i Alexandre "a qui vaig posar en mans de Satanàs."
- En el capítol 2 aconsella a "les dones casades s'han de mantenir en silenci i submises als marits. No els permeto ensenyar i així dominin els seus marits".
- El capítol 3 tracta sobre l'ordre eclesiàstic dels seus dirigents i les seves condicions.
- En el capítol 4 comenta el problema de l'anomenada "falsa ciència", fent probablement referència a grups de cristians gnòstics. Els descriu com que "prohibiran de contraure matrimoni i de menjar certs aliments" (4,3) probablement es referix a grups marcionites.
- En el capítol 5 recomana assistir a les viudes, aconsellant a les viudes joves tornar-se a casar.
- En el capítol 6 accepta l'esclavitud com un jou que s'ha de respectar.
- En el capítol 6:20 anomena els "falsos arguments", amb la paraula "arguments" o "l'antítesi", sembla referir-se al nom d'un escrit; Antítesi de Marció, per alguns autors una subtil referència a l'heretgia de Marció.

## Autor i data
La data de la carta és tema de polèmica. Hi ha autors que creuen que és d'autoria paulina, i opinen que fou escrita als volts de l'any 61 dC., possiblement des de Roma a on Pau hauria sortit de l'anomenada primera presó a Roma.
En canvi, autors moderns consideren que la carta no està escrita per Pau, creuen que fou escrita per algun deixeble seu després de la seva mort.
Altres autors com Carroll Bierbower defensen que la carta és una resposta de l'església oficial a les doctrines herètiques de Marció que va arribar a Roma vers l'any 140, per tant seria de data posterior.
La carta probablement és citada en escrits d'Ignasi d'Antioquia, Policarp d'Esmirna i Tertulià en el segle ii.
El Fragment Muratorià (any 170), la reconeix com acceptada per l'església junt a les cartes de Filemó, Titus, i la segona de Timoteu, ...en amor i afecte; però han estat santificades per l'honor de l'església catòlica en la regulació de la disciplina eclesiàstica.